# ترمودینامیک سیاهچاله
ترمودینامیک سیاهچاله شاخه‌ای از علم فیزیک است که به مطالعه قوانین ترمودینامیک در افق رویداد سیاهچاله می‌پردازد.
به همان اندازه که مطالعه مکانیک آماری مربوط به تابش سیاهچاله منجر به ظهور تئوری مکانیک کوانتومی شد، تلاش برای فهمیدن مکانیک آماری سیاهچاله تأثیر شدیدی روی درک گرانش کوانتومی داشت که در نهایت منجر به فرمول بندی اصل تمام نگاری (holographic principle) شد.

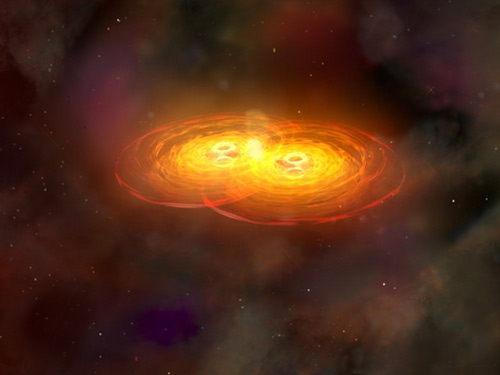
تصویر شبیه‌سازی شده از ادغام دو سیاهچاله

## قوانین مکانیک سیاه چاله‌ها
چهار قانون مکانیک سیاهچاله‌ها خواص فیزیکی هستند که ما باور داریم سیاه چاله از آن پیروی می‌کند. این قوانین همانند قوانین ترمودینامیک سیاهچاله، توسط براندون کارتر، استیون هاوکینگ و جیمز باردین کشف شد.

### قانون صفرم
شتاب گرانشی برای یک سیاه چاله غیرچرخان (ایستا)، در همه نقاط افق رویداد آن برابر است.

### قانون اول
تغییرات جرم تابعیتی از تغییرات مساحت افق رویداد سیاهچاله، تکانه زاویه‌ای و بار الکتریکی توسط رابطه زیر داده می‌شود:
{\displaystyle dM={\frac {\kappa }{8\pi }}\,dA+\Omega \,dJ+\Phi \,dQ,}
که در این رابطه {\displaystyle M} جرم سیاهچاله،{\displaystyle \displaystyle \kappa } شتاب گرانشی سطح، {\displaystyle A} مساحت افق رویداد،{\displaystyle \Omega } سرعت زاویه‌ای گردش سیاهچاله، {\displaystyle J} تکانه زاویه ای، {\displaystyle \Phi } پتانسیل الکتریکی و {\displaystyle Q} بارالکتریکی می‌باشد.

### قانون دوم
با فرض شرایط انرژی ضعیف (weak energy condition) مساحت افق رویداد تابعی صعودی بر حسب زمان می‌باشد:
{\displaystyle {\frac {dA}{dt}}\geq 0.}
این قانون جایگزینی است برای کشف هاوکینگ که بیان می‌دارد سیاه چاله‌ها تابش می‌کنند، که در نتیجه باعث می‌شود هم جرم و هم مساحت افق رویداد سیاهچاله کاهش یابد.

### قانون سوم
غیرممکن است که بتوانیم سیاه چاله‌ای داشته باشیم که شتاب گرانشی در سطح آن به صفر میل می‌کند. به بیان دیگر نمی‌توان هیچگاه به رابطه {\displaystyle \displaystyle \kappa } = ۰ رسید.